# محوطه آروج پا
محوطه آروج پا مربوط به سده‌های متاخر دوران‌های تاریخی پس از اسلام است و در شهرستان ماسال، بخش مرکزی، دهستان ماسال، روستای آروچ پا واقع شده و این اثر در تاریخ ۲۶ اسفند ۱۳۸۶ با شمارهٔ ثبت ۲۲۲۳۵ به‌عنوان یکی از آثار ملی ایران به ثبت رسیده است.